# جیک سالی
جیک سالی، (انگلیسی: Jake Sully) یا به زبان ناوی تسئیک سولی، یک شخصیت تخیلی و قهرمان اصلی مجموعه فیلم‌های علمی تخیلی آمریکایی آواتار (فرنچایز) است که توسط جیمز کامرون خلق شده‌است. جیک سالی در گردان شناسایی یکم تفنگداران دریایی ایالات متحده خدمت می‌کرد اما پس از جراحتی که باعث فلج شدن او از کمر به پایین شد، مرخص شد. جیک پس از اطلاع از مرگ برادر دوقلویش تام، موافقت می‌کند که جایگزین او در برنامه آواتار RDA در پاندورا شود، جایی که انسان‌ها از راه دور هیبریدهای انسان/ناوی را کنترل می‌کنند تا با خیال راحت در این سیاره حرکت کنند.
این شخصیت توسط سم ورثینگتون در آواتار (فیلم ۲۰۰۹) و دنباله‌های آن، از جمله آواتار: راه آب (۲۰۲۲) و آواتار ۳ که در حال حاضر نام‌گذاری شده‌است، به تصویر کشیده شده‌است. او همچنین در ادبیات، از جمله کتاب‌های کمیک منتشر شده توسط دارک هورس کامیکس، ظاهر می‌شود.

## انتخاب بازیگر
جیمز کامرون اول بار نقش را به مت دیمون پیشنهاد داد، با ۱۰ درصد سهم در سود فیلم، اما دیمون به دلیل تعهدش به فیلم اولتیماتوم بورن، بازی در این فیلم را رد کرد. دیگر بازیگران قابل توجهی که برای این نقش تست دادند عبارتند از کریس پرت، کریس پاین و جیک جیلنهال برای بازی در این نقش. در نهایت، سه فینالیست برای این نقش، چنینگ تیتوم، کریس ایوانز، و سم ورثینگتون بودند، و کامرون در نهایت بر اساس خواندن او از سخنرانی اوج، با ورثینگتون همراه شد. و در نهایت ورثینگتون برای بازی در فیلم آواتار، جایزه زحل را برای بهترین بازیگر مرد برای بازی در نقش جیک سالی در سی و ششمین جوایز ساترن دریافت کرد. در سال ۲۰۲۲، ورتینگتون برای بازی در آواتار: راه آب، نامزد جایزه انجمن منتقدان فیلم منطقه واشینگتن دی سی برای بهترین اجرای فیلمبرداری حرکتی شد. با این حال، جایزه در نهایت به زوئی سالدانیا، همبازی او رسید.